# Батальон «Алия»
«Батальо́н „Алия́“» (ивр. גדוד העלייה‎ гдуд ха-алия) — ликвидированная израильская общественная организация бывших военнослужащих, репатриировавшихся из СССР и стран СНГ. Вопреки распространённому мнению не являлась подразделением израильской армии. Организация прекратила подачу необходимой корпоративной и финансовой отчётности с 2007 года, вследствие чего в 2018 году против неё была начата административная процедура дерегистрации, а 18 ноября 2020 года организация была окончательно ликвидирована.

## Деятельность
Организация создана в 2002 году. Официальное название организации, сформированной в качестве некоммерческого партнёрства (ивр. עמותה‎ амута́) — «„Батальон Алия“ — Общественное движение против террора и насилия» (ивр. "גדוד העליה" — תנועה ציבורית נגד טרור ואלימות, ע"ר‎) (регистрационный номер 580392520).
По утверждению представителей организации организация объединяла бывших профессиональных военных, в том числе и из элитных подразделений советской, а позднее российской и других армий СНГ, репатриировавшихся в Израиль, многих из которых не брали на ответственные должности в Армию обороны Израиля. В 2002 году организация объединила около 378 бывших советских и российских офицеров, из них 80 % — в возрасте около 40 лет. Среди них снайперы, кинологи, медики, бойцы спецназа, десантники и специалисты других родов войск.
Представители организации утверждали, что организацией были созданы вооружённые патрули для охраны поселений от нападений террористов, добровольческие подразделения в составе полиции, привлекаемые к охране общественного порядка. В ответ на депутатский запрос в 2004 году по вопросу, известна ли официальным органам Израиля деятельность организации «Батальон Алия» по охране поселений, заместитель министра внутренней безопасности Израиля Яаков Эдри сообщил в кнессет, что тщательная проверка не выявила какой-либо информации о действиях организации в данной сфере.
В сентябре 2003 года из шести добровольцев организации была создана снайперская команда «Кармель Ярок», принявшая участие в боевых операциях в секторе Газа в составе дивизии Газы. Команда была расформирована в июле 2004 года вследствие отсутствия организационной поддержки деятельности команды и ряда случаев нарушения членами команды правил ведения боя.

## Численность и руководство
По утверждению представителей организации, в 2006 году организация насчитывала около 1 тысячи добровольцев. По некоторым данным, лица из числа членов «Батальона „Алия“» (из числа служивших в команде «Кармель Ярок») принимали участие во Второй ливанской войне, однако не находится какого-либо подтверждения факту взаимодействия между армией и организацией или предположению, что такие лица принимали участие в каких-либо военных действиях от имени организации (а не в рамках своей личной резервистской службы).
Главой организации являлся Роман Ратнер, в 1992 году репатриировавшийся в Израиль из Белоруссии. В ходе кампаний по сбору пожертвований на цели организации Ратнер неоднократно представлялся или был представлен бывшим советским офицером в звании майора, воевавшим в Афганистане (1979—1989). В 2005 году было опубликовано журналистское расследование канала RTVI, в котором были представлены документы Минского военкомата, свидетельствующие, что Ратнер (прежнее имя: Фуксон Роман Аронович) проходил военную службу лишь с 1979 по 1981 год, имеет воинское звание ефрейтора и не проходил службу в Афганистане.
В мае 2014 года Ратнер выступил с инициативой создать на базе батальона миротворческие силы, которые встанут между войсками Киева и силами ДНР и ЛНР.

## Недостоверная информация о деятельности
В 2014 году сообщалось, что 20 человек, состоявших в организации, составили первую группу добровольцев из Израиля, выступивших на стороне Донецкой и Луганской республик в вооружённом конфликте на востоке Украины, обещая, что их будет не менее 200 человек. Но посол Израиля на Украине опроверг информацию об участии «Батальона „Алия“» в конфликте в Донбассе. Несколько добровольцев также выступили с опровержением данной информации.
Из информации, содержащейся в реестре некоммерческих партнёрств Министерства юстиции Израиля, следует, что организация прекратила подачу необходимой корпоративной и финансовой отчётности с 2007 года в нарушение применимого законодательства, вследствие чего в 2018 году против неё была начата административная процедура дерегистрации, а 18 ноября 2020 года организация была окончательно ликвидирована.